# Parc de l'amitié (San Diego–Tijuana)

Le Parc de l'amitié (« Friendship Park » en anglais) est un parc sur la frontière entre les États-Unis et le Mexique à une centaine de mètres des côtes de l'océan Pacifique dans l'aire urbaine San Diego-Tijuana. Du côté des États-Unis, il est situé dans le Border Field State Park. Il a été inauguré en 1971 par Pat Nixon,. En 2009, le parc a été fermé pour la construction d'une clôture de frontière supplémentaire. À la suite de la mise en place de la clôture secondaire, l'accès au parc a été sévèrement restreint,. En 2011, un nouveau mur y est construit.

## Création et Inauguration
Le Parc de l'amitié a été inauguré le 18 août 1971 par Pat Nixon.

## Parc avant 2009
Jusqu'à la mi-2009, une seule clôture grillagée marquait la frontière internationale dans le parc. Les gens sur les côtés opposés de la frontière pouvaient se toucher et passer des objets à travers la barrière,.

## Clôture secondaire: 2009
En 2009, le parc a été fermé pour la construction d'une clôture de frontière supplémentaire. Depuis la clôture secondaire a été achevée, l'accès au parc (maintenant dans la barrière secondaire) a été sévèrement restreint,.

## 2011 Nouveau mur: 2011
À la fin de 2011 et début 2012, un nouveau mur d'acier de 6 mètres de haut a été construit sur la frontière internationale. Le nouveau mur coupe toute communication entre les deux côtés à la frontière.
Côté américain, le parc est accessible les samedis et dimanches de 10h à 14h.